# Емоція (когнітивна лінгвістика)
Емоція в когнітивній лінгвістиці — це мисленнєво-оцінні процеси, одні з головних складників як вербального, так і невербального аспектів комунікативної особистості; одні з основних і всепроникаючих аспектів людського досвіду, який має свій сценарій подій (виникнення і завершення), а також є мотиваційною основою свідомості, мислення і соціальної поведінки людини. Емоції входять у структуру свідомості й мислення, тісно пов'язані з когнітивними процесами і з mental style. Кожна емоція має свої характерні ознаки, які формують мислення суб'єкта.
Дослідження емоцій в когнітивній площині дає можливість нового осмислення співвідношення мови, емоції, образів і екстралінгвістичного середовища. У когнітивній лінгвістиці дослідженню емоцій присвячено праці: А. Вежбіцької, О. С. Кубрякової, Дж. Лакоффа, М. Джонсона, А. Ортоні, Дж. Клоура, А. Коллінза, Ю. Апресяна, Р. Дірвена і М. Верспура та ін.

## Умови виникнення емоцій
Ю. Апресян визначив алгоритм умовного формування емоцій у мові:
- першопричина, тобто сприйняття, фізичне чи ментальне спостерігання певного положення речей;
- причина емоції — інтелектуальна оцінка цього положення речей;
- власне емоція, яка зумовлена положенням речей, за якими спостерігала людина, ті їхня інтелектуальна оцінка.

Протікання емоцій відбувається за такою умовою:причина (стимул) → тілесна зміна відчуття → те, що приймається за причину (відчування) → наслідок (результат тілесних змін). Сприйняття збудливого факту (сумна звістка, небезпека тощо) безпосередньо, рефлекторним шляхом викликає тілесні зміни (кровообігу, дихання, міміки), а наше відчуття (відчуття) цих змін і є емоція.
Виникнення емоції відбувається в момент комунікативної ситуації і ґрунтується на трьох змінних:Бажаності/ Схваленні/ Привабливості.
Бажаність оцінюється в термінах складної структури цілей, котра містить центральну мету. Схвалення дій агента оцінюється відносно ієрархій стандартів і норм, а привабливість об'єкта — у зв'язку із відношенням, виявленим суб'єктом. Усі вони мають значення під час інтенсивності протікання емоцій.
Р. Берріос виокремлює умови, що визначають емоцію:
- емоції спрямовані до об'єкта;
- емоції передбачають тілесні зміни, які відчуваються;
- емоції містять суб'єктивний досвід;
- емоції викликаються певною оцінкою зовнішньої події; емоції функціонально впливають на індивідуальне /соціальне життя[3]

## Когнітивний аспект вивчення емоцій
Когнітивний підхід до тлумачення емоцій базується на таких принипах:
- Сприйняття емоцій дозволяє ідентифікувати емоції та визначати адекватність їх вираження.
- Підвищення ефективності мислення за допомогою емоцій передбачає вміння довільно керувати емоціями, висловлювати свою точку зору та оцінку ситуацій, які сприяють вирішенню завдань (інтерес, допитливість) та використовувати будь-який емотивний стан в практичній діяльності.
- Розуміння емоцій означає здатність усвідомлювати причини появи емоцій, встановлювати зв'язки між різними емоційними проявами, вміння аналізувати емоційні стани.
- Керування емоціями відображає здатність диференціювати емоції, контролювати їх; вміння знижувати інтенсивність прояву негативних емоцій, викликати емоції позитивного спрямування[4].

### Дослідження когнітивної структури емоцій
Дж. Лакофф і М. Джонсон досліджують емоції за оцінним і прототипним компонентами (профілюванням), через висвітлення актуальних складових метафори. Як зазначає Дж. Лакофф, базуючись на дослідженнях Е. Рош, можна виокремити дві категорії емотивних явищ: прототипні ефекти та ефекти базового рівня. Свідомість оперує образами, базуючись на певних прототипах і базових категоріальних структурах.
За Дж. Лакоффом, емоції впливають на мисленнєвий процес вирішення ситуацій:
- усвідомлення проблемної ситуації;
- виявлення альтернатив вирішення проблемної ситуації;
- оцінка альтернатив;
- вибір альтернативи (власне прийняття рішення)[5].

А. Вежбіцька пропонує принципово новий підхід до опису емоцій. Дослідниця класифікує емоції за прототипними ситуаціями, сценаріями емоцій. Інтерпретація нашого емоційного стану за допомогою таких сценаріїв, як і ця гіпотеза в цілому підтверджуються тим, що емоційні концепти, що виражаються в різних мовах, дуже добре моделюються за допомогою таких сценаріїв, скорочено позначають ситуації, які сприймаються носіями даної культури як загальнопоширені і помітні.

На думку А. Вежбіцької, сценарії емоцій — це типові когнітивні сценарії, користуючись якими, носії мови вичленовують певний вид або діапазон почуттів. Опис когнітивного сценарію емоцій відбувається в термінах лексичних універсалій, тобто універсальних концептів. Тлумачення емоційних концептів, повинно здійснюватись за допомогою універсальних одиниць (слів), які були б інтуїтивно зрозумілими, але самі не були б іменами емоцій чи емоційних станів, тобто дотичні слова, що повністю передають основну емоцію. Використання таких елементів, як зазначає А. Вежбіцька, дає змогу відтворити точні портрети усіх концептів, які приховані в мові.
Я вважаю, що ми справді інтерпретуємо наш емоційний стан за допомогою таких сценаріїв. Емотивні концепти задаються ситуаціями, типовими для відомих переживань, і ці ситуації можуть бути описані за допомогою ментальних сценаріїв, які у свою чергу є вираженими в мові ситуаціями, котрі сприймаються носіями певної культури як найпоширеніші та найпомітніші. На основі сценарію носій мови інтерпретує почуття і моделює свої емоції щодо інших людей.
Отже, для точного опису емоцій дослідниця пропонує застосувати відповідну метамову (мова призначена для опису мови). Важливим концептуальним моментом цього підходу є висновок про те, що інформація в такому сценарії завжди пов'язана із виділеною когнітивною оцінкою ситуації, у якій виявляється та чи інша мова. Такі сценарії емоцій, за А. Вежбіцькою, полягають у порівнянні емоційних концептів і виявленні подібностей і відмінностей між ними, проходять два етапи розвитку (етапи проживання емоцій):
- занурення в емоційний стан;
- вихід з емотивного стану, подолання ситуації.

У концепції Р. Берріоса емоція має двокомпонентну структуру, одним із членів якої є психічне відображення об'єкта емоції, а другим — психічне відображення її суб'єкта носія.
Концептуальний аналіз Р. Берріоса полягає в описі складних емотивних систем. Емотивна складність характеризується поєднанням виникнення емоції і різними явищами, які її супроводжують (невербальні засоби комунікації). Для цього автор застосував теорію складних систем, надавши певним емоціям ієрархічної структури. Емоції можна охарактеризувати як такі, що мають специфічну оцінку, функціональне значення та мімічне вираження. Емоційна складність включає особливі лицьові та фізичні реакції, які характеризують складність емоційного переживання, а не окремі емоційні складові складної емоції. Емоційна складність є функціональною у ситуаціях, пов'язаних з парадоксальною або спантеличуючою інформацією, яку повинна опрацювати людина.
Емоційна складність, за теорією Р. Берріоса — це більш детальне вивчення емоційних відбитків емоційної складності, яке передбачає розрізнення багатьох позитивних і негативних емоцій. В одному напрямі досліджень розглядав тонкі відмінності в емоційних поняттях розглядалися як змістовне вираження емоційної складності. У другому напрямі досліджень емоційна складність концептуалізується як переживання широкого та різноманітного спектру різних емоцій. Ступінь переживання різноманітного і рясного набору емоційних переживань і є формою емоційної складності. Emodiversity — це міра насиченості емоційної складності та пропорційності переживань щодо великої кількості емоцій.

## Типи та риси емоцій
Ю. Апресян виділив такі типи емоцій:
- Базові; художні; універсальні.
- Периферійні; побутові; етнічні.
- Наукові; групові.

Пол Екман виділяє такі базові емоції:
- радість (задоволення)
- здивування
- сум (смуток)
- гнів (злість)
- відраза
- презирство
- страх.

Р. Плутчик виокремлює вісім фундаментальних емотивних станів:
- joy (радість)
- trust (довіра)
- fear (страх)
- surprise (здивування)
- sadness (сум)
- disgust (відраза)
- anger (гнів)
- anticipation (настороженість).

К. Ізард виділяє десять фундаментальних емоцій:
- цікавість
- радість
- здивування
- гнів
- горе
- відраза
- зневага
- страх
- сором
- вина.

Кожна емоція має тільки їй властиві адаптивні функції з унікальними мотиваційними якостями, винятково важливими для кожного індивіда та для всього виду.
Р. Берріос виділив такі типи емоцій:
- Прості — є відображенням взаємовідношень людини з тими чи іншими об'єктами; викликаються безпосередньо дією на організм тих чи інших об'єктів, пов'язаних із задоволенням його первинних потреб;
- Складні — змішані поєднують в собі емоції з різним зарядом, пов'язані з розумінням їхніх об'єктів, усвідомленням їхнього життєвого значення. Складні емоції передають інформацію, яку люди використовують для інтерпретації поточних ситуацій та її оцінок. Складні емоції викликають зміни виразу обличчя та фізичні реакції, які можуть бути пояснені виключно складністю цих емоційних переживань, а не простим агрегуванням афективних компонентів, що спостерігаються при переживанні однієї емоції. До складних емоцій відносять радість, смуток, страх, гнів, сором, естетичне задоволення, захоплення чимось.
- Базові — це певного роду переживання, яке супроводжують оцінні судження. Ці судження складаються як із підсвідомих знань, отриманих з генетичною інформацією і фактів та переживань, витіснених до підсвідомості, так і з досвіду, отриманого в онтогенезі або від народження (це реєстри пам'яті, параметри перцепції та перцептивні образи, переважання окремої чи декількох модальностей сприйняття, рівень інтелекту).
- Мета емоції — показують показують самоусвідомлення емоцій, активізацію двох емоцій, одна з яких є об'єктом переживання для другої. Це емоції, що виникають у відповідь на інші емоції, показують усвідомлення, осмислення, тобто емоції з приводу емоцій, наприклад (любов через ненависть, провина щодо гніву негативно-негативні (NN), позитивно-позитивні (PP), позитивно-негативні (PN), негативно-позитивні (NP).
- Комплексні / змішані емоції — це афективні переживання, що характеризуються коактивацією двох емоцій, коли одночасно активуються дві протилежні емоції за своєю спрямованістю емоції, як правило, протилежних за валентністю (почуття щастя і суму)[3].

### Риси емоцій
По-перше, в різних емоціях домінантою може бути власне почуття або інтелектуальна оцінка. По-друге, емоції розрізняються за ознаками інтенсивності та глибини переживання. По-третє, емоції можуть проявлятися зовнішньо, тобто через мовлення, поведінку, дію, жестику або міміку.

## Класи емоцій
- Перший достатньо широкий клас включає емоції «задоволений/ незадоволений», коли суб'єкт оцінює бажаність/небажаність якихось подій, головний критерій — оцінка, позитивні чи негатині емоції на подію, наприклад: (надія, страх, радість, сум). Диференціація станів задоволення /незадоволення відбувається залежно від оцінки наслідків подій «для себе», і «для іншого». Оцінка перспектив «для себе» об'єднує дві групи емоцій залежно від релевантних перспектив — надія і страх. Залежно від того, чи вважають перспективу позитивної або негативної події підтвердженню/непідтвердженню, суб'єкт може переживати емоцію Задоволення / Розчарування, Полегшення/ Підтвердження страхів. До другої групи емоцій, що базуються на подіях, належать залежно від Бажаності / Небажаності «для іншого» відповідно Щастя/Обурення, Злорадість / Жаль.

- Другий клас емоції, що є результатом схвалення/несхвалення дій агентів, коли вони оцінюють ситуацію, з позиції гідног чи негідного, вплив на інтенсивність емоції. Емоції атрибуції поділяються на дві групи залежно від того чи агентом є сам суб'єкт, чи інша особа. Коли формальним агентом є сам суб'єкт, можуть виникнути емоції Гордості/ Сорому, коли ж інший, то Захоплення/ Розчарування.

- Третій клас — це емоції атракції, причиною яких є привабливість/непривабливість об'єктів, або їхніх аспектів для суб'єкта. Вони є варіантами афективних реакцій Подобається/ Не подобається, з точки зору естетики і представляють недиференційовані емоційні реакції на об'єкти як такі. Наприклад: любов, ненависть[10].